# 懷古詩
怀古，是一种旧体诗流派。它是一种诗类型，在诗中诗人回顾过去的时间、地点或人，诗可能由任何一种格律写就。伯顿·沃特森称这是“中国诗歌的永恒主题之一”，在其中“诗人深思过去的荣耀的废墟”。與詠史詩的主要差異在於詠史詩著重歷史事實的描述和議論，懷古詩則著重藉歷史來抒發自身感情，但有些作品兼具兩者特質。

## 历史
巫鸿称，怀古如何写就，没有全面的历史，此风格的发展可分为至少四个时期：（1）汉朝年间情感的产生；（2）魏晋时期诗歌体裁的形成；（3）唐朝年间的流行；（4）后期的继续模仿或扩散。

## 示例
以此种风格写诗的众多诗人中，一个很好的典型是尤爱此风格的李白。一首特别的诗的好例子是陶友白翻译的《经邹鲁祭孔子而叹之》，被发现于著名诗集《唐诗三百首》，作者是唐朝的唐玄宗，格律是律诗；它哀悼性地提到了很久前春秋时期的先哲孔子及其祖国鲁国，表达对过去和无法回忆的一切的悲伤，反映了人类存在的短暂。